# Kalendarium inwazji Rosji na Ukrainę – sierpień 2025
Ten artykuł dotyczy trwającego wydarzenia. Informacje w nim zamieszczone mogą się zmienić lub zdezaktualizować wraz z postępem zdarzenia, a początkowe doniesienia mogą być niepewne. Ostatnie zmiany tego artykułu mogą nie odzwierciedlać najbardziej aktualnych informacji.
| 2022        | 2023        | 2024        | 2025        |
| ----------- | ----------- | ----------- | ----------- |
| –           | styczeń     | styczeń     | styczeń     |
| luty        | luty        | luty        | luty        |
| marzec      | marzec      | marzec      | marzec      |
| kwiecień    | kwiecień    | kwiecień    | kwiecień    |
| maj         | maj         | maj         | maj         |
| czerwiec    | czerwiec    | czerwiec    | czerwiec    |
| lipiec      | lipiec      | lipiec      | lipiec      |
| sierpień    | sierpień    | sierpień    | sierpień    |
| wrzesień    | wrzesień    | wrzesień    | wrzesień    |
| październik | październik | październik | październik |
| listopad    | listopad    | listopad    | listopad    |
| grudzień    | grudzień    | grudzień    | grudzień    |

## Sierpień 2025

### 1 sierpnia
Sztab Generalny Ukrainy poinformował, że w ciągu dnia doszło do 130 starć bojowych, w tym 48 na odcinku pokrowskim. Rosjanie przeprowadzili 49 nalotów i 82 ataków kierowanymi bombami lotniczymi. Siły rosyjskie przeprowadziły 4 tys. ostrzałów ukraińskich pozycji i miejscowości. Celem rosyjskich ataków były m.in. Sumy, Charków i Kramatorsk.
Donoszono o nocnych eksplozjach w Taganrogu w obwodzie rostowskim. Miejscowi mieszkańcy donosili również o aktywności „śmigłowców bojowych” w tym rejonie. Mer Swietłana Kambulowa potwierdziła działanie systemów obrony powietrznej, ale nie podała dalszych szczegółów. Północnokoreański samobieżne dział M-1978 Koksan zostało zniszczone w wyniku ataku HIMARS w nieujawnionym miejscu.
Minister obrony Niemiec Boris Pistorius poinformował, że Niemcy przekażą Ukrainie w najbliższym czasie dwa systemy MIM-104 Patriot. Nastąpi to we współpracy z USA.
Prezydent USA Donald Trump nakazał rozmieszczenie w pobliżu Rosji dwóch okrętów podwodnych o napędzie atomowym, mających na celu podjęcie potencjalnych działań militarnych przeciwko siłom rosyjskim. Miała to być odpowiedź na oświadczenia byłego prezydenta Rosji i obecnego wiceprzewodniczącego Rady Bezpieczeństwa Federacji Rosyjskiej Dmitrija Miedwiediewa dotyczące wcześniej podanego przez Trumpa terminu zakończenia wojny na Ukrainie.
Późnym wieczorem setki osób protestowały w Winnicy, domagając się uwolnienia mężczyzn przymusowo zatrzymanych przez wojskowe komisje rekrutacyjne, a następnie demonstranci siłowo wdarli się na stadion, na którym przetrzymywano mężczyzn. Policja użyła gazu łzawiącego i aresztowała pięciu demonstrantów pod zarzutem zajęcia budynku państwowego.

### 2 sierpnia
W popołudniowym komunikacie Sztab Generalny Ukrainy poinformował, że w ciągu dnia miało miejsce 50 starć bojowych z siłami rosyjskimi, które z największą intensywnością atakują odcinek pokrowski. Rosjanie przeprowadzili siedem nalotów zrzucając łącznie 10 kierowanych bomb lotniczych.
Rosja wystrzeliła w kierunku Kijowa ponad 300 dronów, zabijając co najmniej 31 osób i raniąc ponad 159 kolejnych. Jedna osoba (12-letni chłopiec) zginęła i jedna została ranna w rosyjskim ataku w obwodzie sumskim.
W godzinach nocnych Ukraińcy dokonali ataków dronów na obiekty przemysłowe w kilku regionach Rosji. Celem były m.in. rafinerie w Riazaniu i Nowokujbyszewsku, bazę paliwową w obwodzie woroneskim oraz zakłady przemysłowe „Radiozawod” i „Elektropribor” produkujące komponenty do systemów rakietowych i łączności w Penzie. Drony zaatakowały także Kercz i Teodozję na Krymie, gdzie odnotowano eksplozje i ostrzał z broni przeciwlotniczej. W Teodozji uszkodzony został „radar śledzenia obiektów kosmicznych”, a firma NASA poinformowała o „nienormalnych temperaturach”. Zgłoszono pożar w rafinerii ropy naftowej. Most w Kerczu był zamknięty dla ruchu przez ok. 5h. Jedna osoba zginęła, a dwie zostały ranne w obwodzie penzeńskim, a jedna osoba zginęła w obwodach rostowskim i samarskim. Rosyjskie Ministerstwo Obrony poinformowało o zestrzeleniu ukraińskich dronów nad terytorium Rosji, w tym 34 nad obwodem rostowskim. Wywiad ukraiński stwierdził, że przeprowadzono wspólną operację z partyzantami w Melitopolu, w wyniku której zginęło pięciu kadyrowców w eksplozji autobusu, a także zniszczeniu uległ system walki elektronicznej.
Ukraińskie drony dalekiego zasięgu zaatakowały i wywołały pożar w bazie lotniczej w Primorsko-Achtarsku, która służy do przechowywania i wystrzeliwania dronów Shahed. Podstacja trakcyjna Lichaja-Zamchalowo we wsi Uglerodowsky w obwodzie rostowskim została podpalona przez drony. Gazociąg Azja Środkowa–Centrum został unieruchomiony w wyniku eksplozji. SG Ukrainy podał, że wojska ukraińskie zniszczyły rosyjski system rakiet ziemia-powietrze S-300 na okupowanych obsarze obwodu zaporoskiego.
Narodowe Biuro Antykorupcyjne Ukrainy i Specjalna Prokuratura Antykorupcyjna poinformowały o aresztowaniu czterech osób w związku z „zakrojonym na szeroką skalę procederem korupcyjnym” dotyczącym zakupu dronów i systemów zagłuszania sygnału.

### 3 sierpnia
Sztab Generalny Ukrainy poinformował w popołudniowym komunikacie, że w ciągu dnia doszło do 116 starć. Siły ukraińskie odparły siedem rosyjskich ataków na odcinkach północno-słobożańskim i kurskim.
Rosjanie dokonali nocnych ataków rakietowych na Kijów i Charków. Ponadto celem ataków był Chersoń i Mikołajów.
Ukraińcy natomiast dokonali skutecznego ataku dronów na skład ropy naftowej w pobliżu lotniska w Soczi, które musiało wstrzymać działalność. Burmistrz Soczi Andriej Proszunin oświadczył, że atak ukraińskich dronów doprowadził do „potężnego” pożaru. Gubernator Aleksander Gusiew poinformował, że w ataku ukraińskiego drona na obwód rostowski jedna osoba została ranna.
Prezydent Wołodymyr Zełenski mianował generała porucznika Anatolija Krywonożko dowódcą ukraińskich Sił Powietrznych. Pełnił obowiązki dowódcy od 30 sierpnia 2024 roku.
Wywiad ukraiński oświadczył, że uzyskał dokumenty określające specyfikację rosyjskiego okrętu podwodnego projektu 955 (typu Boriej) „Książę Pożarski”. Dokumenty obejmowały „układ bojowy okrętu, schematy techniczne, systemy przetrwania oraz strukturę organizacyjną załogi”.

### 4 sierpnia
Przywódca Donieckiej Republiki Ludowej, Dienis Puszylin stwierdził, że siły rosyjskie zajęły oba brzegi zbiornika Kleban-Byk. Nagrania geolokalizowane pokazywały, że siły rosyjskie zajęły miejscowość Nowoseliwka, na wschód od Siewierska w obwodzie donieckim. Rosyjski bloger wojenny poinformował, że wojska rosyjskie zajęły Hrekiwkę, położone na południowy wschód od Borowej.
Szef Administracji Wojskowej w Dergaczach Wiaczesław Zadorenko poinformował, że siły ukraińskie odparły rosyjski atak na przejście graniczne Hoptiwka w obwodzie charkowskim, uniemożliwiając tym samym próbę przekroczenia granicy z Rosją i zabijając „ponad dziesięciu” żołnierzy rosyjskich.
Cztery osoby zginęły, a trzy zostały ranne w rosyjskich atakach w obwodzie zaporoskim. Kolejne trzy osoby zginęły w oddzielnych atakach w obwodzie charkowskim.
Wczesnym rankiem ukraińskie drony zaatakowały Michajłowkę i Frołowo w obwodzie wołgogradzkim. Według rosyjskich mediów ataki wymierzone były w infrastrukturę transportową i energetyczną. Stacja kolejowa Archeda we Frołowie została podpalona. SBU stwierdziło, że atak dronów na bazę lotniczą Saki całkowicie zniszczył jeden samolot Su-30SM, uszkodził drugi, a trzy kolejne Su-24 zostały trafione, powodując nieokreślone szkody.

### 5 sierpnia
W popołudniowym komunikacie Sztabu Generalnego Ukrainy poinformowano, że w ciągu dnia miało miejsc 61 starć bojowych, głównie na odcinku pokrowskim i łymańskim.
Rosjanie zaatakowali stację kolejową w Łozowej w obwodzie charkowskim, zabijając dwie osoby i raniąc 10 kolejnych. Władze Ukrainy stwierdziły, że w ataku użyto ponad 30 dronów Gerań-2. Zaatakowali także obwód zaporoski. Natomiast ukraińskie ataki dronów spowodowały kilka pożarów (w tym podstacji elektrycznej) w obwodzie rostowski. Rosyjski dron FPV uderzył w dom w miejscowości Stepnohirśk w obwodzie zaporoskim, zabijając dwie osoby.
Jednostka specjalna „Tymur” wywiadu ukraińskiego poinformowała o zakończonej powodzeniem operacji specjalnej, podczas której przedarła się na tyły pozycji rosyjskich w obwodzie sumskim rozbijając osiem rosyjskich kompanii (straty sięgnęły co najmniej 334 zabitych i ponad 550 rannych).

### 6 sierpnia
W popołudniowym komunikacie Sztab Generalny Ukrainy poinformował, że w ciągu dnia miało miejsce 87 starć bojowych (najwięcej na odcinku pokrowskim, gdzie siły rosyjskie podjęły 22 próby odepchnięcia pozycji ukraińskich).
Dworzec kolejowy Tatsinskaja w obwodzie rostowskim został zaatakowany przez ukraińskie drony. Gubernator Jurij Ślusar poinformował, że uszkodzenia linii energetycznych pozbawiły prądu 87 domów i 200 mieszkańców. Rosyjskie Ministerstwo Obrony poinformowało o zestrzeleniu 51 dronów nad kilkoma regionami, w tym nad Krymem. Ukraiński wywiad poinformował o zakończonej powodzeniem operacji sabotażowej przeprowadzonej na terytorium Rosji, która miała miejsce 1 czerwca. Informacja została opublikowana z opóźnieniem ze względów bezpieczeństwa osób zaangażowanych w sabotaż. W wyniku akcji miało dojść do zniszczenia śmigłowca Mi-28 w bazie wojskowej w Torżoku w obwodzie twerski.
Rząd Stanów Zjednoczonych zezwolił na sprzedaż broni Ukrainie o wartości 200 milionów dolarów, głównie na części zamienne, naprawy i konserwację haubic M777.

### 7 sierpnia
Nagrania geolokalizowane pokazywały, że siły rosyjskie zajęły miejscowość Soboliwka, na zachód od Kupiańska i na północ od Myrowego. Materiały pokazywały również, że Rosjanie dotarli do centrum Kateryniwki, na północny zachód od Torećka i do centrum Szczerbyniwki, co sugerowało, że wojska rosyjskie prawdopodobnie niedawno zakończyły zajęcie Torećka.
Według Sił Powietrznych Ukrainy w nocy Rosjanie zaatakowali terytorium Ukrainy za pomocą 112 dronów Shahed 136/131 i dronów-wabików różnych typów, wystrzelonych z Kurska, Primorsko-Achtarska i Krymu. Ukraińska obrona przeciwlotnicza zniszczyła 89 dronów na północy, wschodzie i w centrum kraju. 23 drony trafiły w 11 miejscach, a szczątki spadły w trzech lokalizacjach. W nocy z 7 na 8 sierpnia w Dnieprze w wyniku ataku dronów cztery osoby zostały ranne, a w wyniku trafień wybuchły pożary.
Rosyjskie kanały na Telegramie donosiły, że Ukraińcy przeprowadzili skuteczny atak na rafinerię Afipski w rejonie siewierskim Kraju Krasnodarskiego. Szczątki dronów spadły na obiekty infrastruktury krytycznej w regionie. Ponadto ukraiński dron trafił w teren jednostki wojskowej w Sławiańsku nad Kubaniem, doprowadzając do pożaru. W Surowikinie w obwodzie wołgogradzkim zaatakowano dwie stacje kolejowe. Gubernator Andriej Boczarow poinformował, że pożar na stacji Surowikino został ugaszony, a saperzy usunęli szczątki ze stacji Maksima Gorkiego. Wywiad ukraiński stwierdzi, że przeprowadził serię ataków na Krym, w wyniku których zniszczono lub uszkodzono trzy rosyjskie stacje radarowe i barkę desantową projektu 02510 BK-16 (typu Raptor).

### 8 sierpnia
Materiały geolokalizowane pokazywały, że siły ukraińskie utrzymały pozycje w Kateryniwce i częściach Szczerbyniwki, położonych niedaleko Torećka, podczas gdy wojska rosyjskie wkroczyły do centralnej części Rusin Jaru i zajęły Połtawkę w obwodzie donieckim.
Według popołudniowego komunikatu Sztabu Generalnego Ukrainy w ciągu dnia na froncie doszło do 77 starć bojowych (najwięcej na odcinku łymańskim i nowopawłowskim).
Według doniesień wywiad ukraiński dokonał ataku na stacjonującą W Afipskij w Kraju Krasnodarskim rosyjską 90 Brygadę Rakiet Przeciwlotniczych, w wyniku czego zginęło co najmniej 12 rosyjskich żołnierzy, a kilkadziesiąt zostało rannych. Doszło też do zniszczeń sprzętu wojskowego. Ukraińcy zaatakowali także lotnisko w Millerowie w obwodzie rostowskim doprowadzając do pożaru zbiornika z paliwem. Ukraiński dron obrał za cel stację radarową „Woroneż-M” w pobliżu Orska w obwodzie orenburskim. Był to najdalszy w historii jednokierunkowy atak drona, którego zasięg wyniósł ponad 1800 km.

### 9 sierpnia
W popołudniowym komunikacie Sztab Generalny Ukrainy poinformował, że w ciągu dnia na froncie doszło do 79 starć bojowych (przede wszystkim na kierunku pokrowskim i nowopawłowskim).
Około 8:00 czasu lokalnego rosyjski dron FPV zaatakował autobus na przedmieściach Chersonia, zabijając dwie osoby i raniąc 19 kolejnych. Siły rosyjskie zaatakowały dronem minibus na przedmieściach Chersonia ok. 8:30, zabijając dwie osoby i raniąc 16 kolejnych. Podczas akcji ratunkowej Rosjanie przeprowadzili drugi atak, raniąc trzech policjantów. Rano siły rosyjskie ostrzelały obwód dniepropetrowski, zabijając dwie osoby i raniąc dwie kolejne.
Rano drony dalekiego zasięgu Centrum Operacji Specjalnych „A” SBU zaatakowały znajdujące się terenie rosyjskiego Tatarstanu centrum logistyczne, w którym przechowywane są gotowe drony Shahed i podzespoły do nich.

### 10 sierpnia
Sztab Generalny Ukrainy poinformował o wyzwoleniu miejscowości Bezsaliwka w obwodzie sumskim, zajętej w lipcu 2025 roku przez siły rosyjskie, w wyniku operacji, w której zginęło 18 rosyjskich żołnierzy. Rosyjski bloger wojenny, rzekomo powiązany z rosyjską Północną Grupą Wojsk, zaprzeczył tym doniesieniom.
Od późnych godziny wieczornych poprzedniego dnia trwał rosyjski atak dronów na Ukrainę (ukraińska obrona zneutralizowała 70 bezzałogowców, a pozostałe 30 uderzyło w kilkunastu lokalizacjach). Z kolei Ukraińcy dokonali ataku dronów na rafinerię ropy naftowej w Saratowie, w związku z czym wczesnym rankiem odnotowano liczne eksplozje, a w mediach społecznościowych pojawiły się nagrania pokazujące ogromne pożary i czarny dym wydobywający się z płonących produktów naftowych. Według gubernatora obwodu saratowskiego zginęła jedna osoba oraz doszło do zniszczenia obiektu przemysłowego. Ukraińskie Siły Powietrzne przeprowadziły „precyzyjny atak bombowy” na kwaterę rosyjskiego batalionu w Oleszkach w obwodzie chersońskim. Według doniesień zginęło 25 żołnierzy, w tym dowódca batalionu, a 11 zostało rannych.
Przedstawiciel miejscowych władz poinformował o uderzeniu rosyjskiego drona w budynek administracji obwodowej w Sumach. Trzech pływaków zginęło w wyniku eksplozji min morskich na Morzu Czarnym u wybrzeży obwodu odeskiego.

### 11 sierpnia
DeepState poinformował, że siły rosyjskie dotarły do autostrady Dobropole–Kramatorsk oraz posunęły się w kierunku miejscowości Wesełee w obwodzie donieckim i wkroczyły do miejscowości Kuczeriw Jar i Zołotyj Kołodiaz. NASA FIRMS poinformowało o anomaliach cieplnych na zachód od Nowego Szachowego i w Nowyjego Donbasu, na wschód od Dobropola, Biłyćkim, na południowy wschód od Dobropola, oraz Rodyńskim, co skłoniło ISW do oceny, że siły rosyjskie prawdopodobnie zajęły Razine, Suchetske, Fedoriwkę, Zatyszok, Bojiwkę, Nowotorećke, Zapowidne, na południowy wschód od Dobropola, a także miasta Maiak i Pankiwka, na wschód od Dobropola. Dzień później rzecznik ukraińskiego Zgrupowania „Dniepr” pułkownik Wiktor Trehubow zaprzeczył jakimkolwiek przełomom w tym rejonie.
W popołudniowym komunikacie Sztabu Generalnego Ukrainy poinformowano, że w ciągu dnia doszło do 65 starć bojowych. Z największą intensywnością walki trwały na odcinku pokrowskim, gdzie Rosjanie przeprowadzili 23 natarcia (w tym 18 odpartych przez obrońców, a 5 w momencie publikacji komunikatu wciąż trwały). Według doniesień agencji Ukrinform siły rosyjskie przerzucają dodatkowe siły i sprzęt na kierunki orichowski i hulajpolski w obwodzie zaporoskim.
SG Ukrainy poinformował, że podczas ataku na stanowisko dowodzenia w obwodzie donieckim zabito dowódcę rosyjskiej 85 Brygady Strzelców Zmotoryzowanych o znaku wywoławczym „Dniepr” i pięciu kolejnych żołnierzy. Zakłady Helowe w Orenburgu i zakłady „Monocrystal JSC” w Stawropolu zostały zaatakowane przez ukraińskie drony.

### 12 sierpnia
Rosyjskie grupy sabotażowo-rozpoznawcze przeniknęły do Rubieżnego, Wesełego i Kuczeriw Jaru w rejonie pokrowskim. Głębokość przebicia sięgnęła 10 km.
Ukraińskie Siły Lądowe poinformowały, że w nocy rosyjski atak rakietowy (z amunicją kasetową) uderzył w ukraiński ośrodek szkoleniowy, zabijając jedną osobę i raniąc 11 kolejnych. „Kolejnych 12 żołnierzy zwróciło się o pomoc medyczną z powodu urazu akustycznego i szoku”.
Ukraińskie drony zaatakowały węzeł w Unieczy i stację pompową rurociągu „Przyjaźń” w obwodzie briańskim, powodując pożar, który został wykryty przez NASA FIRMS.
Sekretarz stanu Stanów Zjednoczonych Marco Rubio w wywiadzie podcastowym z Sidem Rosenbergiem stwierdził, że tylko w lipcu 2025 roku Rosjanie stracili 60 tys. ofiar, co jego zdaniem wskazywało na zaangażowanie Rosji w wojnę.

### 13 sierpnia
Ministerstwo Obrony Rosji poinformowało, że wojska rosyjskie zajęły miasta Zatyszok i Nikanoriwka, położone na północny wschód od Pokrowska w obwodzie donieckim.
Ukraiński Legion Wolność Rosji stwierdził, że jego pluton Hroza zniszczył jeden z najnowszych rosyjskich systemów walki elektronicznej „Czernyj Głaz” w nieokreślonym miejscu.

### 14 sierpnia
Nagrania geolokalizowane pokazywały, że siły rosyjskie zajęły miejscowość Andrijiwka-Klewstowe, położone na północny wschód od Wełykomychajiwki na granicy obwodów donieckiego i dniepropetrowskiego.
Rosyjskie Ministerstwo Obrony stwierdziło, że w nocy obrona przeciwlotnicza zestrzeliła 44 drony, w tym dziewięć w obwodzie wołgogradzkim. Gubernator Wołgogradu stwierdził, że spadające szczątki drona spowodowały pożar w rafinerii Łukoilu w Wołgogradzie. Gubernator Jurij Ślusar poinformował, że ukraiński dron uderzył w budynek mieszkalny w Rostowie nad Donem w obwodzie rostowskim, raniąc 13 osób. Budynek rządowy w obwodzie biełgorodzkim doznał „niewielkich uszkodzeń” w wyniku ataku drona, podczas gdy gubernator Wiaczesław Gładkow oświadczył, że w ataku na Pristen zginęła jedna osoba, a 16 zostało rannych.
Marynarka Wojenna Ukrainy poinformowała, że przechwyciła rosyjską transmisję radiową wskazującą na zaginięcie samolotu Su-30SM nad Wyspą Wężową. Przyczyna katastrofy jest nieznana, a wrak został zauważony. Trwały poszukiwania i akcja ratunkowe.
Prezydent Wołodymyr Zełenski ogłosił, że doszło do wymiany jeńców z Rosją, w wyniku której zwolniono 84 Ukraińców, w tym 33 żołnierzy i 51 cywilów. „Wśród cywilów zwolnionych znajdują się osoby, które były przetrzymywane przez Rosjan od 2014, 2016 i 2017 roku. Wśród zwolnionych żołnierzy znajdują się także obrońcy Mariupola”.
FSB i Ministerstwo Obrony Rosji stwierdziły, że podczas operacji specjalnej zniszczono zakłady produkujące pociski Grom-2 w obwodach sumskim i dniepropetrowskim, „eliminując w ten sposób zagrożenie ze strony ukraińskich ataków rakietowych głęboko na terytorium Rosji”.
Służba Bezpieczeństwa Ukrainy (SBU) poinformowała, że byłemu politykowi Wiktorowi Medwedczukowi i 12 jego wspólnikom postawiono zaoczne zarzuty za współpracę z Rosją w celu „realizacji jej interesów”.
Ukraiński dziennikarz i żołnierz Jurij Butusow oświadczył, że ukraiński snajper zabił dwa rosyjskie cele z odległości 4 tys. m, ustanawiając tym samym nowy rekord najdłuższego zasięgu strzału snajperskiego. Według niego strzał został oddany z karabinu Snipex Alligator kal. 14,5 mm, z systemem celowania wspieranym przez sztuczną inteligencję i korektami z drona.

### 15 sierpnia
Materiały geolokalizowane pokazywały, że siły rosyjskie zajęły miasto Ołeksandrohrad w pobliżu granicy obwodów donieckiego i dniepropetrowskiego. Ukraiński obserwator wojskowy Kostiantyn Maszowec poinformował, że siły ukraińskie wycofały się z Udacznego, niedaleko Pokrowska. Źródła ukraińskie ogłosiły, że siły ukraińskie odbiły miasta Rubiżne, Wesełe i Zolotyj Kołodiaz w kierunku Dobropola, ale ISW nie potwierdziło tych doniesień.
Gubernator Serhij Łysak poinformował, że „w ataku na obwód dniepropetrowski uszkodzeniu uległa ciężarówka i minibus. Zginął mężczyzna. Kolejna osoba została ranna”.
Ukraina poinformowała o ataku na port Ola w obwodzie astrachańskim, w którym ucierpiał statek przewożący części i amunicję do irańskich dronów. Rafineria ropy naftowej Syzran w obwodzie samarskim została podpalona przez ukraińskie drony. Ukraina zaatakowała również stanowisko dowodzenia w Jenakijewie w obwodzie donieckim, wykorzystywane przez 132 Samodzielną Brygadę Strzelców Zmotoryzowanych. Gubernator Aleksandr Chinsztejn stwierdził, że ukraiński atak trafił w budynek mieszkalny, zabijając jedną osobę i raniąc 10 kolejnych.
Prezydent Rosji Władimir Putin udał się do Anchorage na Alasce, aby spotkać się z prezydentem Stanów Zjednoczonych Donaldem Trumpem i omówić sposoby zakończenia rosyjskiej inwazji na Ukrainę. Prezydent Ukrainy Wołodymyr Zełenski nie został zaproszony i nie był obecny na szczycie.

### 16 sierpnia
Ukraińskie wojsko poinformowało, że siły rosyjskie zajęły wsie Popiw Jar, na południowy zachód od Dobropola, i Iwano-Darjiwka, na północny wschód od Słowiańska. Nagrania geolokalizowane pokazywały, że wojska rosyjskie zajęły miejscowość Serebrianka, niedaleko Siewierska w obwodzie donieckim.
Siły Powietrzne Ukrainy poinformowały, że w nocy Rosja wystrzeliła 85 dronów szturmowych i pocisk balistyczny w kierunku terytorium Ukrainy, atakują tereny frontowe w obwodach sumskim, donieckim, czernihowskim i dniepropetrowskim. Ukraińska obrona przeciwlotnicza zniszczyła 61 dronów.
Ministerstwo Obrony Rosji podało, że w nocy rosyjskie systemy obrony przeciwlotniczej przechwyciły i zniszczyły 29 ukraińskich dronów nad różnymi regionami Rosji, w tym 10 zestrzelono nad obwodem rostowskim. Wywiad ukraiński stwierdził, że zniszczono skład amunicji w Melitopolu, zabijając co najmniej sześciu rosyjskich żołnierzy piechoty morskiej i członków oddziału dronów przydzielonego do jednostki „Kadyrowicki Achmat–Wostok”. Ukraińskie drony zaatakowały także zakłady chemiczne „Azot” w Kraju Stawropolskim. Miejscowi mieszkańcy donosili o „9–10 eksplozjach”.

### 17 sierpnia
W wieczornym komunikacie Sztabu Generalnego Ukrainy poinformowano, że w ciągu dnia doszło do 127 starć bojowych. Na odcinku pokrowskim Rosjanie zaatakowali 42 razy. Siłom ukraińskim udało się tam zniszczyć dwa systemy artyleryjskie, cztery anteny łączności, 20 dronów oraz samochody i motocykle. Według strony ukraińskiej zginęło tam 109 żołnierzy rosyjskich.
Policja w obwodzie donieckim poinformowała, że wojska rosyjskie zaatakowały miejscowość Swiatohoriwka, na zachód od Dobropola, za pomocą drona Gierań-2, zabijając dwóch cywilów. Rosyjski bloger wojenny stwierdził, że siły rosyjskie zbombardowały miasto Biłozerśke, na północ od Dobropola, używając dronów Gierań-2 i bomb szybujących.
Wywiad ukraiński poinformował, że w nocy siły ukraińskie dokonały ataku na rosyjski konwój we wsi Żuriatino w w obwodzie kurskim. W wyniku ataku ciężko ranny został zastępca dowódcy Północnej Grupy Sił generał porucznik Esedula Abaczew, który został przetransportowany do Moskwy na leczenie; konieczna była amputacja ręki i nogi. Wywiad podał także, że wspólnie z Państwową Służbą Graniczną i innymi jednostkami SZ Ukrainy przeprowadzono atak dronów na stację kolejową Liski w miejscowości Liski w obwodzie woroneskim.

### 18 sierpnia
Ukraiński obserwator wojskowy Konstantyn Maszowec stwierdził, że w kierunku Dobropola siły ukraińskie odbiły miejscowości Zapowidne i Dorożne, a nagrania geolokalizowane pokazywały, że wojska ukraińskie odbiły miasto Zołotyj Kołodiaz.
Gubernator Iwan Fedorow poinformował, że trzy osoby zginęły, a 30 zostało rannych w rosyjskim ataku rakietowym na Zaporoże. „Wielu rannych było w ciężkim stanie, a lekarze walczyli o ich życie. Wśród nich był 17-letni chłopiec”. Gubernator Ołeh Siniehubow podał, że wczesnym rankiem rosyjski atak dronów na blok mieszkalny w Charkowie zabił co najmniej siedem osób, a 23 zostały ranne.
Sztab Generalny Ukrainy poinformował, że ukraińskie drony uderzyły w stację pompową ropy naftowej Nikolskoje w rejonie miczuryńskim w obwodzie tambowskim, powodując całkowite zatrzymanie działania rurociągu „Przyjaźń”.
Ukraina ogłosiła produkcję nowego pocisku manewrującego o nazwie Flaming, który według doniesień został już przetestowany i jest w produkcji seryjnej w ilości 50 szt. miesięcznie. Ma on zasięg 3 tys. km i jest wyposażony w GPS, nawigację wewnętrzną, 4h czas lotu i głowicę bojową o masie 1 t. Został opracowany przez ukraińską firmę zbrojeniową Fire Point.
Prezydent Donald Trump i prezydent Wołodymyr Zełenski spotkali się w Białym Domu, aby omówić pokojowe rozwiązanie wojny rosyjsko-ukraińskiej. Trump i Zełenski spotkali się również z przedstawicielami NATO, Unii Europejskiej i państw europejskich, w tym z Sekretarzem Generalnym NATO Markiem Rutte, przewodniczącą Komisji Europejskiej Ursulą von der Leyen, premierem Wielkiej Brytanii Keirem Starmerem, prezydentem Francji Emmanuelem Macronem, kanclerzem Niemiec Friedrichem Merzem, premier Włoch Giorgią Meloni i prezydentem Finlandii Alexandrem Stubbem.

### 19 sierpnia
Ukraińcy przeprowadzili skuteczną operację wysadzenia rosyjskiego pociągu z paliwem w pobliżu Tokmaku w obwodzie zaporoskim. Ukraińcy dokonali także ataków dronowych na Wołgograd.

### 20 sierpnia
Rosjanie dokonali ataków dronowych na obiekty cywilne w Odessie, Izmaile w obwodzie odeskim i  Ochtyrce w obwodzie sumskim.